# Swinford (Leicestershire)
Swinford è un paese della contea del Leicestershire, in Inghilterra.